# George Thomas (piłkarz)
George Stanley Thomas (ur. 18 października 1995 w Leicesterze) – walijski piłkarz występujący na pozycji napastnika w Queens Park Rangers.